# Jonah Nimoy
Jonah Perry Nimoy, född 4 april 1992 i Los Angeles, är en amerikansk musiker som för närvarande är multiinstrumentalist i The Offspring.
Nimoy, som är son till Adam Nimoy och barnbarn till Leonard Nimoy, började spela trummor vid sju års ålder efter att ha sett The Rolling Stones Rock and Roll Circus upprepade gånger. Han försökte då lära sig hela "Moby Dick" eller låtar med Ginger Baker. Under sin skoltid grundade Nimoy olika band tillsammans med vänner och det var då han upptäckte sin förkärlek för punk- och metalmusik. Nimoy spelade i bandet Brutal Force under sin tid i high school.
Nimoy började uppträda tillsammans med The Offspring i augusti 2017, men det var först 2023 som han blev fullvärdig medlem i bandet.